# Paul Parker (chanteur)
Pour les articles homonymes, voir Paul Parker et Parker.
Paul Parker est un chanteur de Hi-NRG et de dance né à San Francisco.

## Biographie
Paul Parker connut sa période faste durant les années 1980, quand il a atteint la première place des classements Hot Dance Music/Club Play, qu’il maintint durant deux semaines à l'été 1982, avec le titre Right On Target écrit par Patrick Cowley. Ce simple est le premier titre de l’album Too Much To Dream à sortir sous le format single, et sera suivi par un second titre, Shot In The Night. Paul Parker a également interprété sa propre version de Time After Time de Cyndi Lauper en 1986, et sortit un autre simple intitulé One Look (One Look Was Enough) en 1987.
Il a poursuivi son activité dans les années 1990 avec une série de nouvelles reprises dance. En 2007, il a entamé une collaboration avec UTMOSIS, un label basé à San Francisco, en produisant les titres sortis sur internet Just Hold On To Love en 2007, Don’t Stop (What You’re Doin’ To Me) en 2008 et Chargin’ Me Up en 2009. En 2008, il a également enregistré un duo avec le groupe de synthpop Ganymede, nommé Perfect Target, qui apparaît sur le 33 tours du groupe intitulé Operation Ganymede. Enfin, après plus d’une décennie sans véritable album, Paul Parker sort en 2010 l’opus Take It From Me, à nouveau sur le label UTMOSIS.

## Discographie[1]

### Albums
| Date de sortie | Titre             | Label            |
| -------------- | ----------------- | ---------------- |
| 1983           | Too Much To Dream | Megatone Records |
| 1995           | Destiny           | Klone Records    |
| 2010           | Take It From Me   | Utmosis          |

### Singles
| Date de sortie | Titre | Label                                             |
| -------------- | --- | ------------------------------------------------- |
| 1981           | Welcome To Freedom / Nowhere To Fall | Jon Randall                                       |
| 1982           | Right On Target / Pushin' Too Hard Tech-No-Logical World Présence (featuring) aux côtés de Patrick Cowley                                             | Megatone Records Metronome                        |
| 1983           | Shot In The Night Love's On The Line / Nighthawk Too Much To Dream                                                                                    | Megatone Records Hispavox Metronome               |
| 1984           | Desire | Technique                                         |
| 1985           | Don't Play With Fire / Without Your Love | F1 Team                                           |
| 1986           | Time After Time Reprise du titre de Cyndi Lauper Stranger (In A Strange Land) / Running Around In Circles Interprété avec Pamala Stanley Ready Or Not | Megatone Records TSR Records Fantasia Records Ltd |
| 1987           | One Look (One Look Was Enough) | Dice Records                                      |
| 1992           | Wicked Game Abracadabra Interprété avec Man Parrish                                                                                                   | ZYX Music Loading Bay Records                     |
| 1993           | Drive / In My Wildest Dreams (Remix) With Or Without You                                                                                              | Klone Records                                     |
| 1995           | Right On Target '95 Riders On The Storm / I Will Do Anything (Set Me Free)                                                                            | ZYX Music Klone Records                           |
| 1996           | Can U Feel The Love Coming | ZYX Music                                         |
| 1997           | I Finally Found Someone Interprété avec Angie Gold | Klone Records                                     |
| 2007           | Just Hold On To Love Titre uniquement sorti sur Internet en format MP3                                                                                | Utmosis                                           |
| 2009           | Don't Stop (What You're Doin' To Me) | Energy Level                                      |
| 2011           | Out Of Control Présence (featuring) aux côtés de Wolfram                                                                                              | TSR Records                                       |